# Harold Hansen
Harold Hansen (Vancouver, 24 maggio 1946) è un ex calciatore canadese, di ruolo attaccante.

## Carriera

### Club
Hansen inizia la carriera professionale nell'Atlanta Chiefs, con cui vince la prima edizione della NASL nel 1968, pur giocando un solo incontro.
La stagione seguente torna in patria per giocare nel Croatia SC, club impegnato nella Pacific Coast Soccer League.

### Nazionale
Hansen giocò due incontri con la nazionale di calcio del Canada durante le qualificazioni al campionato mondiale del 1968. Ha inoltre giocato con la rappresentativa olimpica nei V Giochi panamericani, giungendo al quarto posto, e nelle qualificazioni ai Giochi della XIX Olimpiade.

## Statistiche

### Cronologia presenze e reti in Nazionale
| Cronologia completa delle presenze e delle reti in nazionale ― Canada | Cronologia completa delle presenze e delle reti in nazionale ― Canada | Cronologia completa delle presenze e delle reti in nazionale ― Canada | Cronologia completa delle presenze e delle reti in nazionale ― Canada | Cronologia completa delle presenze e delle reti in nazionale ― Canada | Cronologia completa delle presenze e delle reti in nazionale ― Canada | Cronologia completa delle presenze e delle reti in nazionale ― Canada | Cronologia completa delle presenze e delle reti in nazionale ― Canada |
| Data                                                                  | Città                                                                 | In casa                                                               | Risultato                                                             | Ospiti                                                                | Competizione                                                          | Reti                                                                  | Note                                                                  |
| --------------------------------------------------------------------- | --------------------------------------------------------------------- | --------------------------------------------------------------------- | --------------------------------------------------------------------- | --------------------------------------------------------------------- | --------------------------------------------------------------------- | --------------------------------------------------------------------- | --------------------------------------------------------------------- |
| 20-10-1968                                                            | Devonshire                                                            | Bermuda                                                               | 0 – 0                                                                 | Canada                                                                | Qual. Mondiali 1970                                                   | -                                                                     |                                                                       |
| 27-10-1968                                                            | Atlanta                                                               | Stati Uniti                                                           | 1 – 0                                                                 | Canada                                                                | Qual. Mondiali 1970                                                   | -                                                                     |                                                                       |
| Totale                                                                |                                                                       | Presenze                                                              | 2                                                                     |                                                                       | Reti                                                                  | 0                                                                     |                                                                       |

## Palmarès
- Campionato NASL: 1

Atlanta Chiefs: 1968